# Xavier Santolaria
Xavier Santolaria, né le 15 octobre 1980 à Berchem-Sainte-Agathe (Bruxelles), est un entraîneur de hockey sur gazon en ancien joueur qui jouait principalement au poste de milieu gauche ou défensif.
Il a été le capitaine de l'équipe Messieurs du Royal Evere White Star Hockey Club entre 2003 et 2006.
À cause de nombreuses blessures au sein de l'équipe première, il fut rappelé pour l'avant-dernier match de la saison 2012-2013 en Nationale 2A, lors de la victoire 2 à 0 des Messieurs 1 face à Uccle Sport 3, le 1er mai 2013.
Entre 2011 et 2015 il a été l'entraîneur adjoint de l'Équipe de Belgique de hockey en salle féminin aux côtés de Quentin Noël. Le 6 juillet 2017 il est nommé entraîneur principal de l'équipe Messieurs du Servette Hockey Club de Genève . En juin 2018, Xavier Santolaria prolongea son contrat de 2 ans avec le club genevois, le liant jusqu'au 30 juin 2020 .
Après le COVID, et depuis la saison 2021-2022, Xavier a successivement pris plusieurs rôles d'entraîneur des équipes de jeunes au club d'USTS, un jeune club à Coppet (Vaud). Depuis la saison 2023-2024, il combine les rôles d'entraîneur principal des U15 et de directeur sportif. Depuis septembre 2024, Xavier occupe le poste d'entraîneur principal de l'équipe U18 de l'USTS, poursuivant ainsi son engagement dans le développement des jeunes talents au sein du club basé à Coppet. Parallèlement, il a été nommé entraîneur-adjoint de l'équipe U14 filles (région Ouest) de la Fédération Suisse de Hockey sur Gazon (Swiss Hockey) à partir de septembre 2024.

## Statistiques
| Statistique de Xavier Santolaria au 19 mai 2024 | Statistique de Xavier Santolaria au 19 mai 2024 | Statistique de Xavier Santolaria au 19 mai 2024 | Statistique de Xavier Santolaria au 19 mai 2024 | Statistique de Xavier Santolaria au 19 mai 2024 | Statistique de Xavier Santolaria au 19 mai 2024 | Statistique de Xavier Santolaria au 19 mai 2024 | Statistique de Xavier Santolaria au 19 mai 2024 | Statistique de Xavier Santolaria au 19 mai 2024 | Statistique de Xavier Santolaria au 19 mai 2024 | Statistique de Xavier Santolaria au 19 mai 2024 | Statistique de Xavier Santolaria au 19 mai 2024 |
| Saison                                          | Club                                            | Championnat                                     | Championnat                                     | Championnat                                     | Coupe Nationale                                 | Coupe Nationale                                 | Compétition(s) continentale(s)                  | Compétition(s) continentale(s)                  | Compétition(s) continentale(s)                  | Total                                           | Total                                           |
| Saison                                          | Club                                            | Division                                        | M                                               | B                                               | M                                               | B                                               | C                                               | M                                               | B                                               | M                                               | B                                               |
| ----------------------------------------------- | ----------------------------------------------- | ----------------------------------------------- | ----------------------------------------------- | ----------------------------------------------- | ----------------------------------------------- | ----------------------------------------------- | ----------------------------------------------- | ----------------------------------------------- | ----------------------------------------------- | ----------------------------------------------- | ----------------------------------------------- |
| 2003-2004                                       | Royal Evere White Star Hockey Club              | Division 2                                      | 24                                              | 3                                               | -                                               | -                                               | -                                               | -                                               | -                                               | 24                                              | 3                                               |
| 2004-2005                                       | Royal Evere White Star Hockey Club              | Division 2                                      | 22                                              | 5                                               | -                                               | -                                               | -                                               | -                                               | -                                               | 22                                              | 5                                               |
| 2005-2006                                       | Royal Evere White Star Hockey Club              | Division 1                                      | 24                                              | 1                                               | 3                                               | -                                               | EuroHockey Indoor Club Champions Challenge I    | 5                                               | 2                                               | 29                                              | 3                                               |
| 2006-2007                                       | Royal Evere White Star Hockey Club              | Division Honneur                                | 21                                              | 1                                               | -                                               | -                                               | EuroHockey Indoor Club Champions Trophy         | 5                                               | 0                                               | 26                                              | 1                                               |
| 2007-2008                                       | Royal Evere White Star Hockey Club              | Nationale 1                                     | 8                                               | 0                                               | -                                               | -                                               | -                                               | -                                               | -                                               | 8                                               | 0                                               |
| 2012-2013                                       | Royal Evere White Star Hockey Club              | Nationale 2A                                    | 1                                               | 0                                               | -                                               | -                                               | -                                               | -                                               | -                                               | 1                                               | 0                                               |
| 2013-2014                                       | Royal Evere White Star Hockey Club              | Réserve N2                                      | 10                                              | 2                                               | -                                               | -                                               | -                                               | -                                               | -                                               | 10                                              | 2                                               |
| 2023-2024                                       | USTS                                            | 1re Ligue                                       | 3                                               | 1                                               | -                                               | -                                               | -                                               | -                                               | -                                               | 3                                               | 1                                               |
| 2024-2025                                       | USTS                                            | 1re Ligue                                       | 6                                               | -                                               | -                                               | -                                               | -                                               | -                                               | -                                               | 6                                               | -                                               |
| Total sur la carrière                           | Total sur la carrière                           | Total sur la carrière                           | 118                                             | 13                                              | 3                                               | -                                               | -                                               | 10                                              | 2                                               | 131                                             | 15                                              |

## Palmarès

### En tant que joueur
- Royal Evere White Star Hockey Club
  - 2006 : Champion d'Europe en salle à  l'EuroHockey Indoor Club Champions Challenge I Men (Göteborg, Suède) [12]
  - 2006 : Champion de Belgique en salle
  - 2005 : Champion de Belgique en salle
  - 2005 : Vainqueur du championnat de Belgique de Division 2
  - 2005 : Demi-finaliste de la Coupe de Belgique

### En tant qu'entraîneur
- Servette HC
  - 2018 : Vice-Champion de Ligue Nationale A (LNA) - Messieurs
  - 2017 : Champion de Ligue Nationale B (LNB) - Dames
  - 2017 : Vainqueur de l'EuroHockey Club Challenge II - Messieurs [13]

- Équipe de Belgique
  - 2014 : 2e de l'EuroHockey Indoor Championships II [14]
  - 2012 : Vainqueur de l'EuroHockey Indoor Championships III [15]

### Distinctions personnelles
- Capitaine de l'équipe Messieurs du Royal Evere White Star Hockey Club de 2003 à 2006